# 二乘
二乘，大乘佛教術語，對獨覺乘（或稱緣覺乘）與聲聞乘的合稱，主要修證內涵、途徑即是解脫道，是佛法修行兩個主要的法道之一，另一則是大乘（菩薩乘）所修行的菩薩道，因為目標是為了成佛的菩薩道的修行內容較廣，所以涵蓋了解脫道的頗多內容。二乘的修行，包含緣覺乘的未聞佛法的獨自修行，以及聲聞乘的聞佛法而修行，主要都是透過修行斷我見、我執的方法，滅除眾生的分段生死等無明，而得證解脫的智慧。二乘的修行目標就是解脫在三界世間中不斷生死流轉之苦，滅盡三界後有的種子，入無餘涅槃，不再有後世、不會出生於三界世間。

## 二乘的修行內涵
- 聲聞乘：主修四念處[2]、十二因緣[3]、四聖諦[4]、八聖道。
- 獨覺乘：主修四念處[2]、十二因緣、四聖諦[5]、八聖道。

## 二乘所證涅槃
- 有餘涅槃
- 無餘涅槃

《增壹阿含經》卷7〈16 火滅品〉：「尊告諸比丘：『有此二法涅槃界。云何為二？有餘涅槃界、無餘涅槃界。彼云何名為有餘涅槃界？於是，比丘滅五下分結，即彼般涅槃，不還來此世，是謂名為有餘涅槃界。彼云何名為無餘涅槃界？於是，比丘盡有漏成無漏，意解脫、智慧解脫，自身作證而自遊戲：生死已盡，梵行已立，更不受有，如實知之，是謂為無餘涅槃界。此二涅槃界，當求方便，至無餘涅槃界。如是，諸比丘！當作是學。』」
大乘認為二乘人不能證大乘菩薩所證之本來自性清淨涅槃，更不能證佛地所證的無住處涅槃，但相信佛語：「涅槃有本際」，故大乘認為修道有成的二乘修行人於當世捨報後，能斷盡十八界取證涅槃，而不同於有著斷見的外道人士。

## 二乘的修行位階及果證
- 緣覺乘：辟支佛果
- 聲聞乘：四向四果
  - 初果：須陀洹向、須陀洹果
  - 二果：斯陀含向、斯陀含果
  - 三果：阿那含向、阿那含果
  - 四果：阿羅漢向、阿羅漢[7]果

## 二乘與大乘
- 大乘：指菩薩乘，修行目標為成佛而解脫生死的修行工具、方法，因為以成佛為目標，相比其餘的解脫生死的修行工具、方法而言更為宏大，故名為大（mahā）
- 二乘：佛陀指出的修行目標不是為了成佛的兩種可以解脫生死的修行工具、方法
  - 緣覺乘：修行目標為成辟支佛而解脫生死的修行工具、方法
  - 聲聞乘：修行目標為成阿羅漢而解脫生死的修行工具、方法